# Beleg van Sas van Gent (1644)

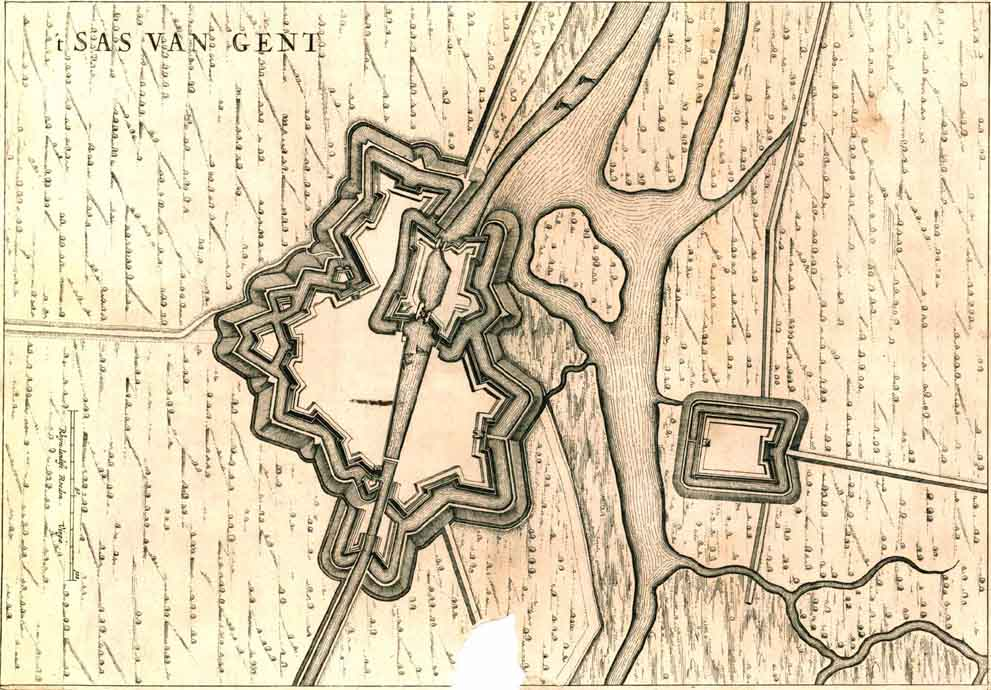
De vestingwerken van Sas van Gent

Het Beleg van Sas van Gent was de belegering van Sas van Gent die plaatsvond tussen 28 juli en 5 september 1644 tijdens de Tachtigjarige Oorlog.

## Achtergrond
Nadat Maurits van Oranje veertig jaar daarvoor al begonnen was met het innemen van de Vlaamse kant van de Scheldemonding, waaronder de districten Cadzand en Sluis, wilde stadhouder Frederik Hendrik de oorspronkelijk voorgenomen daadkracht voortzetten en het gebied verder oostelijk innemen.
Toen Frederik Hendrik wilde beginnen met zijn veldtocht vanuit Cadzand, kreeg hij al gauw te maken met een veldleger onder leiding van Ernst van Isenburg. Von Isenburg dacht dat de stadhouder richting Brugge wilde optrekken en dacht dat hij een valstrik voor hem in petto had. Frederik Hendrik wist inderdaad de koninklijke 'Spaanse' troepen in een hinderlaag te lokken waardoor ze uit onmacht moesten vluchten. De stadhouder richt vervolgens zijn pijlen op Sas van Gent.

## Beleg
Op 28 juli vestigde Frederik Hendrik zich te Assenede, een kleine vesting dicht bij Sas van Gent, en er volgde een bestorming door de Spanjaarden. De Staatsen wisten het af te slaan en groeven vervolgens een gracht om de vesting van Assenede.
Op 30 juli doen de Staatsen een aanval op de vestingwerken, de Spanjaarden beantwoorden dat met het doorsteken van de dijken, waarbij het de hele dag regent, waardoor de soldaten omringd zijn door een poel van water en modder. Diezelfde avond laat don Andrea de Parado een aantal huizen afbranden bij de Rapenburg om het gebied waar de Staatsen zich schuilhouden beter te kunnen overzien.
In de weken die volgden waren er kleine schermutselingen en beschietingen naar elkaar. De stedelingen en Spanjaarden hadden moeite met de provisie en de stankoverlast door de branden en de vluchtelingenstroom. Het Staatse kamp had te maken met de wateroverlast en ook moeite om stellingen te nemen.
Eind augustus wist Frederik Hendrik zijn mannen opnieuw moed in te spreken, deze groeven nieuwe gangen om het overtollig water af te voeren en zich zo een weg te banen naar de vesting van Sas van Gent. Op 28 augustus arriveerden de loopgravers bij de eerste galerij en leek het maar een kwestie van tijd om de stad in te nemen. De Parado had briefcontact met Francisco de Melo, die hem geen steun kon beloven, waardoor de bevoorrading en versterking wegbleef. Het duurde nog een week voordat de stad zich overgaf. Er gingen nog enkele confrontaties aan vooraf, zo werd Herman Otto I van Limburg Stirum dodelijk getroffen. De stad capituleerde op 5 september.

## Nasleep
De graaf van Limburg wist nog enkele dagen gewond te overleven, maar moest worden opgenomen in een hospitaal te Bergen op Zoom, waar hij overleed. Frederik Hendrik trok verder oostelijk waar hij het jaar erop het Beleg van Hulst begon.